# バスケットボールギニア代表
バスケットボールギニア代表（バスケットボールギニアだいひょう、Guinea men's national basketball team）は、ギニアバスケットボール連盟により国際大会に派遣される男子バスケットボールのナショナルチームである。
第1回アフリカ選手権出場国の一つ。

## 主な国際大会成績
- オリンピック
  - 出場なし
- ワールドカップの成績
  - 出場なし
- アフリカ選手権の成績
  - 1962年 ― 4位
  - 1980年 ― 10位
  - 1983年 ― 10位
  - 1985年 ― 11位
  - 2017年 ― 16位
  - 2021年 ― 予選通過